# Funke Oladoye
Funke Oladoye (* 5. Dezember 1993) ist eine nigerianische Sprinterin, die sich auf den 400-Meter-Lauf spezialisiert hat.
Bei den Commonwealth Games 2014 in Glasgow trug sie durch ihren Einsatz im Vorlauf dazu bei, dass das nigerianische Team Silber in der 4-mal-400-Meter-Staffel gewann.
2015 wurde sie mit der nigerianischen 4-mal-400-Meter-Stafette Fünfte bei den Leichtathletik-Weltmeisterschaften in Peking und siegte bei Afrikaspielen in Brazzaville.
Ihre persönliche Bestzeit von 52,55 s stellte sie am 13. Juni 2014 in Warri auf.